# Pim Mariën
Pim Mariën is een personage in de VTM-televisieserie Familie, gespeeld door Niels Destadsbader.

## Overzicht
Pim is de zoon van alleenstaande moeder Kaat Mariën. Wanneer zijn moeder op een aantal keer voor haar werk naar het buitenland moet, komt hij tegen zijn wil in bij zijn tante Suzy Mariën logeren. Hij voelt zich helemaal niet thuis ten huize Van den Bossche en gaat vaak in de clinch met Veronique.
Wanneer blijkt dat Kaat eigenlijk aan kanker lijdt en haar afwezigheden aan de behandeling te wijten zijn, zijn Pim en Suzy hier het hart van in. Niet veel later sterft Kaat en krijgt Suzy het hoederecht over de jongen.
De band tussen Pim en Suzy versterkt, ware het niet dat hij zijn vrienden in zijn thuishaven Limburg ernstig mist. Hij reist dan ook om de haverklap heen en weer. Als Pim 18 wordt, besluit hij ginds alleen te gaan wonen. Suzy is teleurgesteld, maar begrijpt zijn beslissing. Wanneer zij een aantal maanden later wordt ontslagen als nanny wil ze zich in zijn buurt gaan vestigen, zodat ze hem niet aan zijn lot overlaat.